# Arisa Inoue
Arisa Inoue (japanska: 井上 愛里沙), född 8 maj 1995 i Maizuru, Japan, är en volleybollspelare (vänsterspiker). Hon spelar för Japans damlandslag i volleyboll och sedan 2022 för det franska klubblaget AS Saint-Raphaël Var Volley-Ball. Innan hon flyttade till Frankrike spelade hon för Hisamitsu Springs. Med dem har hon vunnit V.League Division 1 tre gånger och blev utsedd till mest värdefulla spelare under V.League Division 1 2021/2022. Med landslaget deltog hon i VM 2022.